# Eotragus
L'eotrago (gen. Eotragus) è uno dei più antichi bovidi noti. Visse nel Miocene inferiore e medio (20-14 milioni di anni fa) e i suoi resti sono stati ritrovati in Europa, Asia e Africa.

## Descrizione
Di piccole dimensioni, questo animale rappresenta uno dei più antichi e primitivi bovidi finora rinvenuti. Sono noti numerosi ritrovamenti delle sue corna, che erano piccole e diritte, rivolte leggermente all'indietro. In generale, l'aspetto dell'eotrago doveva assomigliare a quello degli attuali cefalofi (gen. Cephalophus) o forse a quello dell'antilope pigmea (Neotragus pygmaeus), dalle zampe lunghe e dal corpo compatto. 

## Classificazione
Nonostante le caratteristiche primitive e la piccola taglia, i paleontologi sono concordi nel non ritenere l'eotrago come una forma ancestrale a tutti i bovidi; si pensa, infatti, che questo animale fosse un rappresentante della famiglia dei bovini, e in particolare andrebbe collocato all'interno del gruppo primitivo noto come Boselaphini, del quale fanno parte l'antilope quadricorne (Tetracerus quadricornis) e il grande nilgau (Boselaphus tragocamelus).
La specie più conosciuta di eotrago è Eotragus sansaniensis, rinvenuta per la prima volta nel ben noto giacimento di Sansan, in Francia, in terreni del Miocene medio. Altre specie di notevole interesse sono E. artenensis, del Miocene inferiore francese (circa 18 milioni di anni fa), E. noyei, più o meno contemporanea, proveniente dal Pakistan, ed E. minus, anch'essa del Pakistan e forse ancora più antica (circa 20 milioni di anni fa).

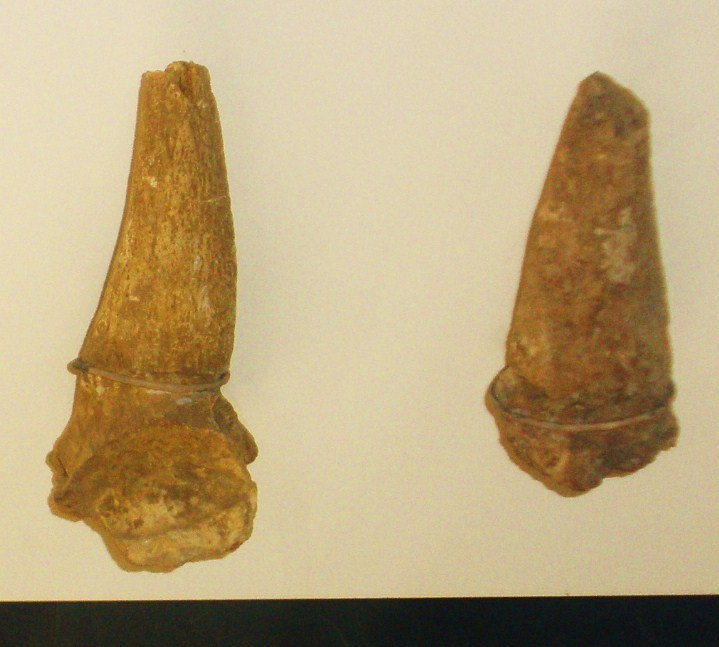
Corna di Eotragus sansaniensis

## Habitat e distribuzione
È probabile che, al contrario della maggior parte dei bovidi attuali, l'eotrago fosse un abitante delle foreste e dei boschi (similmente ai cefalofi ai quali assomigliava); è probabile che questo piccolo animale fosse in grado di saltare all'interno dei grandi cespugli per nascondersi ai predatori, come fanno tuttora le antilopi pigmee. 
I più antichi fossili di eotrago sono stati rinvenuti in terreni di inizio Miocene in Asia ed Europa; solo in seguito questo genere colonizzò l'Africa settentrionale, per poi estinguersi nel Miocene medio.